# Medinilla elegans
Medinilla elegans är en tvåhjärtbladig växtart som beskrevs av Adolph Daniel Edward Elmer. Medinilla elegans ingår i släktet Medinilla och familjen Melastomataceae. Inga underarter finns listade i Catalogue of Life.